# Beautiful Awakening
Beautiful Awakening è il terzo album in studio della cantante statunitense Stacie Orrico, pubblicato nel 2006.

## Tracce
1. So Simple – 3:48
2. I'm Not Missing You – 4:12
3. Dream You – 3:27
4. Easy To Luv You – 4:29
5. Save Me – 4:06
6. Take Me Away – 3:17
7. Babygirl – 3:37
8. Wait – 3:29
9. Is It Me – 4:01
10. Don't Ask Me to Stay – 4:17
11. I Can't Give It Up – 4:32
12. Beautiful Awakening – 4:25